# Humanschwingung
Als Humanschwingungen werden mechanische Schwingungen (Vibrationen, Erschütterung, Stoß) bezeichnet, die von außen auf den Menschen einwirken, beispielsweise beim Arbeiten an Maschinen oder in Fahrzeugen. Je nach schwingungsbelasteter Körperstelle wird in Ganzkörperschwingungen (GKS, Einleitstelle: Gesäß, Füße) und Hand-Arm-Schwingungen (HAS, Einleitstelle: Hände) unterschieden. Die Höhe der Schwingungsbelastung ist von der Intensität (Amplitude), der Frequenz, der Art der Schwingung (harmonisch, stochastisch, stoßhaltig) und ihrer Schwingungsrichtung (vertikal, horizontal) abhängig. Weitere Belastungsfaktoren sind eine ungünstige Körperhaltung und hohe Ankopplungskräfte. Die Dauer der Schwingungsexposition ist ebenfalls von großer Bedeutung.
Schädigungen durch arbeitsbedingte Vibrationen gelten als Berufskrankheiten. Vorgaben zum Arbeits- und Gesundheitsschutz für Deutschland sind im Bezug auf Vibrationseinwirkungen in der Lärm- und Vibrations-Arbeitsschutzverordnung sowie der Gesundheitsschutz-Bergverordnung geregelt. Hinweise zur Umsetzung der Verordnung (Gefährdungsbeurteilung sowie Maßnahmen zur Verminderung von mechanischen Schwingungen) sind in den Technischen Regeln zur Lärm- und Vibrations-Arbeitsschutzverordnung (TRLV Vibrationen) zu finden.
Um die Wirkung auf den menschlichen Körper zu berücksichtigen, werden die einwirkenden Beschleunigungen je nach Einwirkungsort und -richtung mit unterschiedlichen Frequenzkurven bewertet. Der Einfluss der Einwirkdauer wird durch eine Mittelung über einen Arbeitstag von acht Stunden berücksichtigt.

## Ganzkörperschwingungen

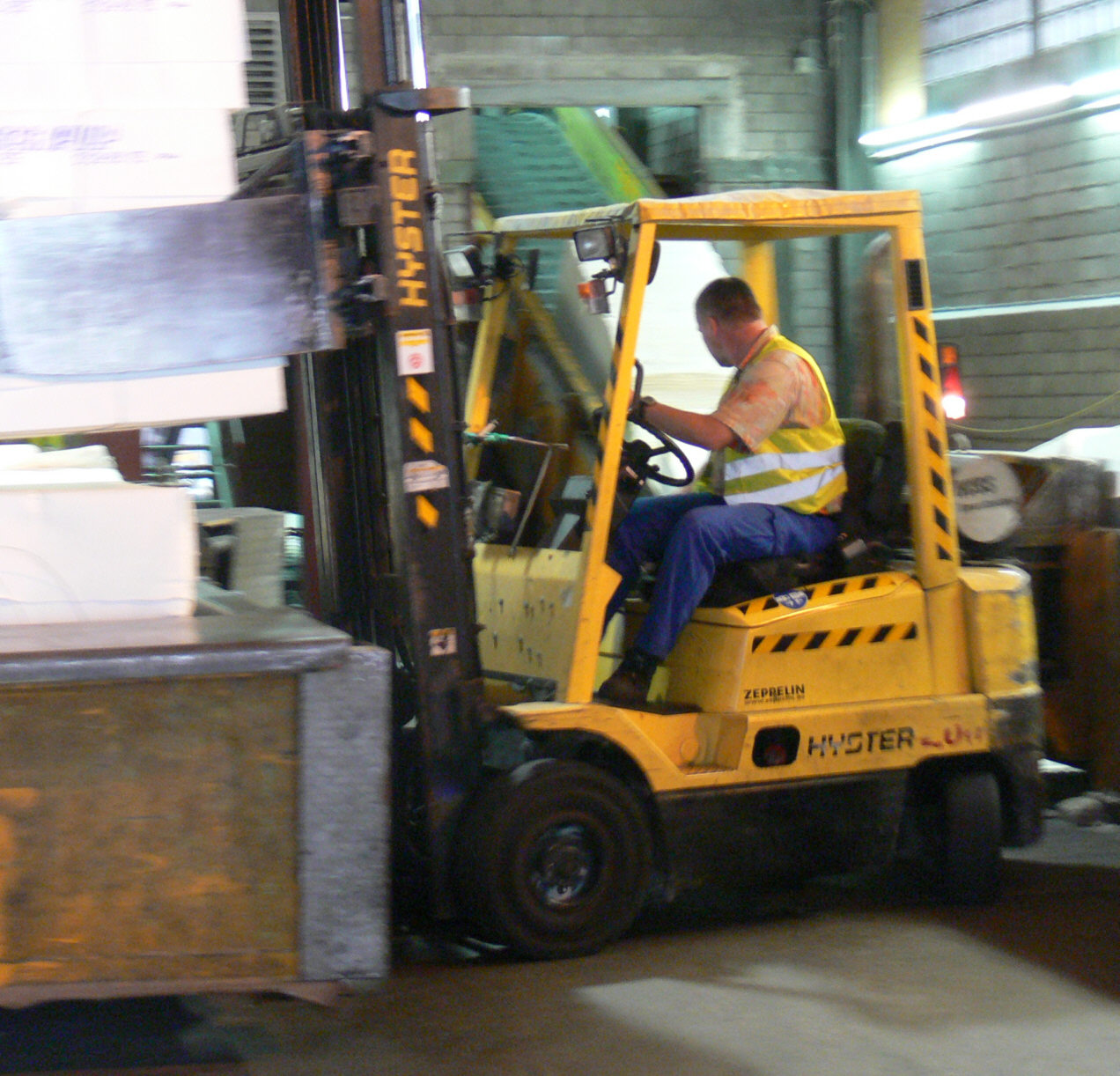
Schwingungsbelastung auf einem Gabelstapler

Fahrzeugführer und Passagiere von Land-, Wasser- und Luftfahrzeugen sind mechanischen Ganzkörperschwingungen ausgesetzt (Frequenz 1 bis 80 Hz). Darüber hinaus können ebenso von stationären Maschinen wie zum Beispiel Stanzen, Schmiedehämmern oder Pressen Schwingungen auf den Menschen einwirken. Zu den Ganzkörperschwingungen zählen auch niederfrequente Schwingungen (<1 Hz), denen beispielsweise Schiffspersonal ausgesetzt ist; sie können Reisekrankheit (Kinetose) verursachen.
Es wird geschätzt, dass in Deutschland etwa 1,5 Mio. Arbeitnehmer am Arbeitsplatz Ganzkörper-Schwingungen ausgesetzt sind, wobei die Fahrer von Militärfahrzeugen, Erdbaumaschinen, Baustellen-Lkws, landwirtschaftlichen Schleppern und Gabelstaplern am stärksten exponiert (awz = 1 bis 2,5 m/s²) sind. Besonders hohe Schwingbeschleunigungen (awz etwa 1,5 bis 3 m/s²) treten bei Gabelstaplern in Außenbereichen auf unebenen Oberflächen (Pflaster) oder bei der Überfahrt von Schienen auf. Des Weiteren sind Erdbaumaschinen, beispielsweise Planierraupen (awz etwa 1 bis 1,5 m/s² auf harten Oberflächen) oder Muldenkipper, bei hohen Einsatzzeiten betroffen.
Nach der Lärm- und Vibrations-Arbeitsschutzverordnung sowie der Gesundheitsschutz-Bergverordnung sind in Deutschland zur Beurteilung der Gesundheitsgefährdung zwei Werte heranzuziehen. Der Auslösewert der bewerteten Schwingbeschleunigung liegt bezogen auf einen 8-stündigen Arbeitstag bei 0,5 m/s². Der Expositionsgrenzwert richtet sich nach der Richtung der Schwingungseinwirkung. In Längsrichtung (z) der Wirbelsäule liegt er bei 0,8 m/s² und in den Querrichtungen (x bzw. y) 1,15 m/s². Der Expositionsgrenzwert der EU-Richtlinie zu Vibrationen ist auf 1,15 m/s² festgelegt worden und liegt damit teilweise über der in Deutschland geltenden Grenze.
Um Vibrationsbelastungen beim Betrieb von Fahrzeugen zu veranschaulichen, hat das Institut für Arbeitsschutz der Deutschen Gesetzlichen Unfallversicherung (IFA) eine Belastungsanzeige entwickelt. Dieses Gerät misst Ganzkörper-Vibrationen in drei Achsen über eine Messscheibe auf dem Fahrersitz und informiert den Fahrer oder die Fahrerin mithilfe eines Ampelschemas auf einem Bildschirm über die aktuelle Schwingungsbelastung. Liegt diese über dem Expositionsgrenzwert, ist die Anzeige rot, ist nur der Auslösewert überschritten, erscheint sie gelb, darunter grün.
Das Gerät hat ein tageslichttaugliches Display, lässt sich leicht und sicher in der Fahrerkabine befestigen und besitzt eine einfache Ein-Knopf-Bedienung für alle Funktionen (Einschalten, Messstart, Messstopp und Ausschalten). Beschäftigte können so ihre persönliche Schwingungsbelastung fühlen, sehen und bewerten. Auch wird sofort ersichtlich, wie sich veränderte Fahrweisen oder Sitzeinstellungen auf die Schwingungsbelastung auswirken.

## Vibrationsminderung durch angepasste Schwingsitze – Fahrersitze

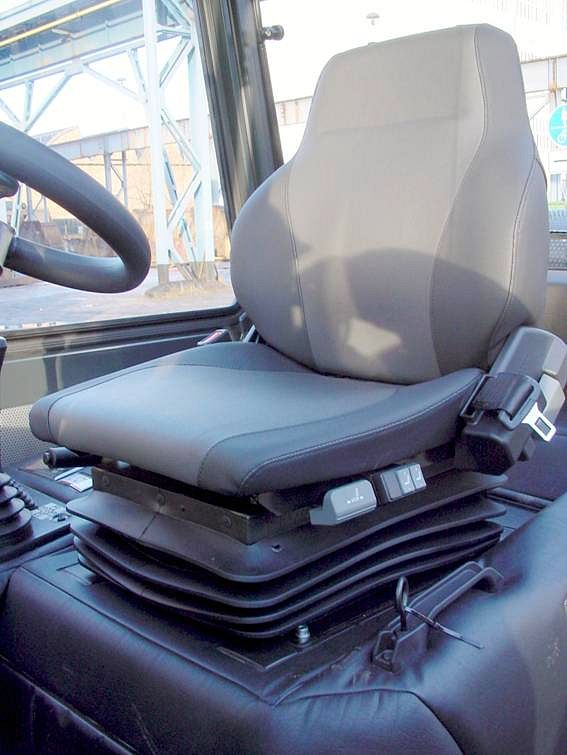
Luftgefederter Schwingsitz mit vollautomatischer Einstellung für den Fahrer eines Gabelstaplers

Durch konstruktive Änderungen an Fahrzeugen und Anlagen, vor allem aber durch den Einsatz angepasster Fahrersitze kann die Gesundheitsgefährdung erheblich vermindert werden. Insbesondere luftgefederte Schwingsitze (Passivdämpfung) erzielen in Abhängigkeit von der Frequenz und dem Fahrergewicht Minderungen bis zu 60 %. Neuere Entwicklungen gehen in Richtung der aktiven Dämpfung an Schwingsitzen, um Gefährdungen zu minimieren. Mechanische Federungen von Schwingsitzen sind bei anzunehmenden Gesundheitsgefährdungen oberhalb der Auslösewerte nur bedingt geeignet und erreichen nicht die Minderungen von luftgefederten Sitzen.
Die Minderung der Schwingbeschleunigung auf einem passiv dämpfenden Schwingsitz ist stark von der Anregung abhängig, die der Sitz durch ein Fahrzeug oder eine Maschine erfährt. Liegen die Schwingungsanregungen in hohen Frequenzbereichen (>20 Hz), ist eine hohe Minderung zu erwarten, liegen sie tiefer (<5 Hz), ist die Schwingungsdämpfung vom Abstand zur Eigenfrequenz des Schwingsitzes abhängig, die mindestens das Dreifache der Sitzeigenfrequenz betragen sollte. Typische Eigenfrequenzen für passive luftgefederte Schwingsitze liegen zwischen 1 und 2 Hz. Der Auswahl und Anpassung für Maschinen und Fahrzeuge muss demnach eine Erfassung der typischen Schwingungsanregungen im Einsatzfall des Gerätes an der Montagestelle des Sitzes vorausgehen. Beispielsweise unterscheiden sich die Schwingungsanregungen auf einer Asphaltstraße von der im Gelände oder dem Fahrbahnuntergrund bei der Gewinnung von Rohstoffen im Tagebau oder im Untertage-Bergbau.
Ein weiterer wesentlicher Punkt ist die Abhängigkeit der Schwingungsminderung vom Fahrergewicht. Die meisten Sitze besitzen eine Einstellmöglichkeit für das Gewicht. Optimale Ergebnisse in der Praxis werden allerdings nur an luftgefederten Schwingsitzen mit einer vollautomatischen elektronischen Gewichtseinstellung erreicht. Diese ermittelt die Einstellung automatisch beim Anlassen des Fahrzeugs oder Aktivierung des Sitzes. Erst dadurch können im praktischen Betrieb Minderungen der Schwingbeschleunigung in der genannten Größenordnung über längere Zeiten sichergestellt werden.
Belastungsabhängig weisen Schwingsitze eine über ihre Standzeit abnehmende Minderungswirkung (häufig bedingt durch erhöhte innere Reibung) auf, sodass nutzungsabhängig ein Austausch der Sitze an Maschinen und Geräten erforderlich werden kann. Dies trifft insbesondere für Gabelstapler und Raupenfahrzeuge wie Planierraupen zu, bei denen es belastungsabhängig bereits nach 2000 bis 3000 Betriebsstunden zu Einschränkungen der Minderungswirkung kommen kann. Bei Dauereinsatz von Staplern oder Raupen kommt hinzu, dass die Befestigungspunkte ausschlagen können und es auf diese Weise zu Relativbewegungen kommt, die die Schwingungsexpositionen dann sogar erhöhen und zusätzliche Impulse verursachen.

## Hand-Arm-Schwingungen

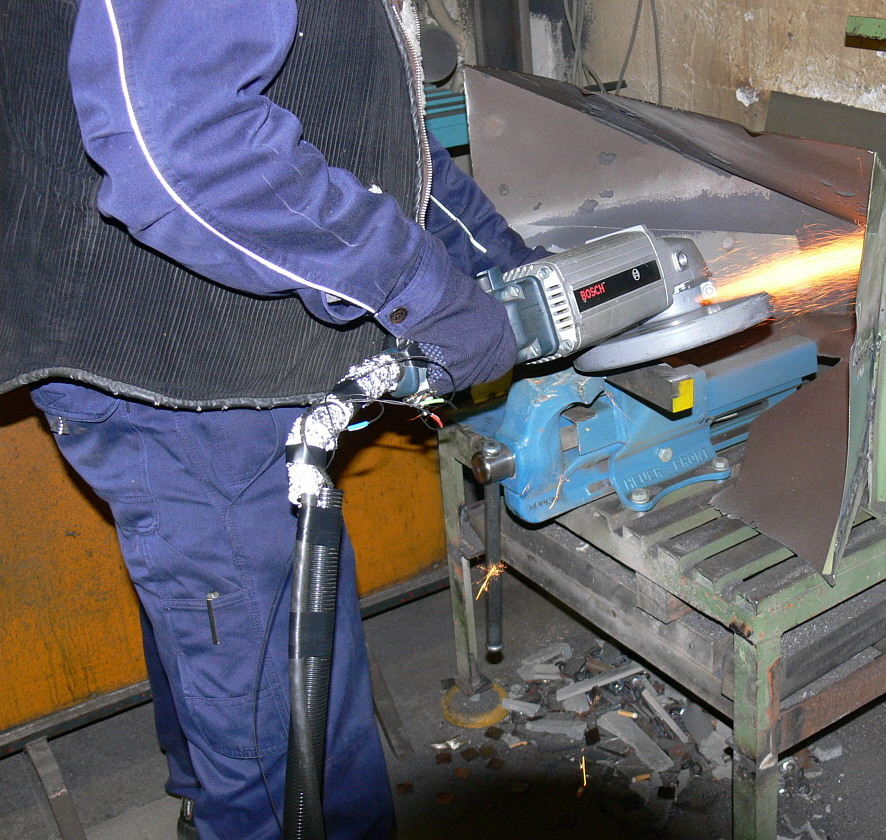
Schwingungsbelastung beim Arbeiten mit dem Winkelschleifer

Durch den verstärkten Einsatz von handgeführten oder handgehaltenen Arbeitsgeräten (zum Beispiel Bohrhammer, Motorsäge, Schleifgerät, Meißelhammer) wird eine immer größer werdende Anzahl von Arbeitern mit Hand-Arm-Schwingungen (HAS) belastet.
Man schätzt, dass etwa 18 % der Arbeitnehmer in Deutschland Hand-Arm-Schwingungen (Frequenz: 8 bis 1.000 Hz) ausgesetzt sind.
Nach der Lärm- und Vibrations-Arbeitsschutzverordnung sowie der Gesundheitsschutz-Bergverordnung liegt in Deutschland der Auslösewert für Hand-Arm-Schwingungen bei 2,5 m/s², der Expositionsgrenzwert bei 5 m/s². Beide Angaben beziehen sich auf einen 8-Stunden-Arbeitstag.
Um die Tagesschwingungsbelastung einer Arbeitsmaschine zu ermitteln, kann man einen Kennwertrechner nutzen, der als Excel-Tabelle vom Institut für Arbeitsschutz der Deutschen Gesetzlichen Unfallversicherung (IFA) zur Verfügung gestellt wird. Dafür müssen die Vibrationseinwirkung der verwendeten Arbeitsmaschine sowie die damit verbundenen Expositionszeiten bekannt sein. Ein Vibrationsbelastungsrechner mit einer Checkliste und weiteren Informationen hilft bei der Aufstellung eines Vibrationsminderungsprogramms.
Besonders im Gleisbau werden stark vibrierende Maschinen verwendet, z. B. Schienensägen, Trennschleifer oder Gleisstopfer. Letztere verdichten den Schotter unter den Schwellen. Vertikal-Schwingstopfer sind aufgrund der geringeren Lärm- und Vibrationsemissionen gegenüber Schlagstopfern zu bevorzugen. Auch können durch fahrbare Gleisstopfmaschinen Vibrationsminderungserfolge im Vergleich zur handgehaltenen Gleisstopfern erzielt werden. Bei Schwingstopfern gibt es kein genormtes Prüfverfahren und die Herstellerangaben zu den Vibrationsbelastungen können geringer sein als die tatsächliche Belastung. So kann der Grenzwert der Lärm- und Vibrations-Arbeitsschutzverordnung schon nach weniger als einer Stunde überschritten werden. Dies muss bei der Gefährdungsbeurteilung berücksichtigt werden.

## Folgen
Sowohl Hand-Arm- als auch Ganzkörper-Schwingungsbelastungen führen beim Menschen nicht nur zu akuten physiologischen Beanspruchungen (erhöhte Muskelreaktion, Leistungsminderung) und Beeinträchtigungen des Wohlbefindens, sondern können bei langjähriger Exposition auch chronische Beschwerden, das heißt Gesundheitsschäden, hervorrufen.
Eine langjährige Belastung mit vertikalen Schwingungen im Sitzen kann beim Menschen zu degenerativen Veränderungen im Bereich der Wirbelsäule führen. In Deutschland ist die Erkrankung durch Ganzkörper-Schwingungen in der Berufskrankheitenverordnung BeKV als Berufskrankheit BK 2110 „Bandscheibenbedingte Erkrankung der Lendenwirbelsäule durch langjährige, vorwiegend vertikale Einwirkung von Ganzkörper-Schwingungen im Sitzen …“ aufgenommen worden.
Schwingungsbelastungen des Hand-Arm-Systems können bei niedrigen Frequenzen (unter 50 Hz) degenerative Veränderungen der Knochen und Gelenke (Berufskrankheit BK 2103) verursachen. Schwingungen mit Frequenzen über 20 Hz können zu Durchblutungsstörungen und Nervenfunktionsstörungen (Berufskrankheit BK 2104: Vibrationsbedingtes Vasospastisches Syndrom; auch als Weißfingerkrankheit bezeichnet) führen. Um die Vibrationsrisiken zu erfassen und abschätzen zu können, wurden technische Prüfverfahren und arbeitsmedizinische Beurteilungsverfahren aufgestellt, die in verschiedenen nationalen (zum Beispiel VDI-Richtlinie 2057-1) und internationalen Normen und Richtlinien (zum Beispiel ISO 5349-1, EN 28662, ISO 2631-1) niedergeschrieben wurden.